# Бобровицкий
Бобровицкий — посёлок в Черепановском районе Новосибирской области. Входит в состав Верх-Мильтюшинского сельсовета.

## География
Площадь посёлка — 48 гектаров.

## Население
| 2002 | 2007 | 2010 |
| ---- | ---- | ---- |
| 20   | ↘7   | ↗8   |

## Инфраструктура
В посёлке по данным на 2007 год отсутствует социальная инфраструктура.